# Edmund Newton Harvey
Edmund Newton Harvey (25 novembre 1887 - 21 juillet 1959) est un zoologiste américain. Il est l'un des scientifiques à l'origine de la bioluminescence. Il a remporté le prix Rumford en 1947 et était membre de la National Academy of Sciences.

## Biographie
Harvey est né le 25 novembre 1887 à Germantown, en Pennsylvanie. Il est le quatrième enfant d'un pasteur à Philadelphie qui meurt quand Harvey a six ans. Son intérêt pour l'histoire naturelle se manifeste dès son plus jeune âge et il aime collectionner des objets et passer le plus de temps possible à la campagne. Il fait ses études à la Germantown Academy puis à l'université de Pennsylvanie où il manifeste un grand intérêt pour la science. Il part ensuite à New York où il commence ses recherches doctorales sous la direction du biologiste évolutionniste Thomas Hunt Morgan à l'université Columbia.

### Carrière
En 1913, Harvey part pour une expédition dans le Pacifique Sud avec Alfred G. Mayer, professeur à la retraite de l'université de Pennsylvanie. C'est probablement au cours de ce voyage qu'il s'intéresse à la bioluminescence, et plus tard cette année-là, il écrit un article « Sur la nature chimique du matériau lumineux de la luciole ». En 1916, il épouse une biologiste marine, Ethel Nicholson Browne, et pendant leur lune de miel au Japon, il est fasciné par l'ostracode bioluminescent Vargula hilgendorfii. Cette espèce pourrait être séchée et émettrait une lumière bleue une fois réhumidifiée. Il en fait renvoyer de grandes quantités aux États-Unis où il consacre les trente années suivantes à l'étude du phénomène de bioluminescence et des réactions chimiques impliquées dans le processus, chez l'ostracode et divers autres organismes bioluminescents. Il découvre que les substances électroluminescentes connues sous le nom de luciférines réagissent aux enzymes appelées luciférases et que les deux sont propres à ces espèces et non interchangeables.
Après avoir terminé sa thèse, Harvey travaille dans le département dirigé par Edwin Conklin à l'université de Princeton. En 1919, il y est professeur. Il introduit des cours de biochimie et de physiologie, matières peu étudiées à l'époque, et inspire ses étudiants par son enthousiasme pour tout ce qui est scientifique. Au cours de sa carrière, il écrit quatre livres et a publié environ 250 articles, la plupart à propos de la bioluminescence. Ses autres domaines de recherche portent sur la perméabilité cellulaire et les effets des ondes supersoniques sur les organismes vivants. Pendant la Seconde Guerre mondiale, il étudie le mal de décompression et la balistique des blessures. Il collabore avec Alfred Lee Loomis à l'invention du microscope à centrifuger et il est un pionnier dans le domaine de l'électroencéphalographie.

## Vie privée
L'épouse de Harvey, Ethel Browne Harvey, travaille sur les oursins dans les mêmes laboratoires que Harvey à Princeton et Woods Hole. Ils ont deux fils, Edmund (né en 1916) et Richard (né en 1922), qui reçoivent respectivement des doctorats en chimie et en médecine. Harvey est décédé d'une insuffisance cardiaque à Woods Hole le 21 juillet 1959 à l'âge de 71 ans. Son nom est associé à une espèce de bactérie bioluminescente (Vibrio harveyi), un crustacé lumineux (Enewton harveyi), une espèce de luciole (Photinus harveyi) et une espèce de mille-pattes (Pselloides harveyi).